# أجمل نساء الدنيا (ألبوم)
أجمل نساء الدنيا، ألبوم غنائي للفنان التونسي صابر الرباعي من إنتاج شركة روتانا، صدر عام 2006.

## قائمة الأغاني
- أجمل نساء الدنيا  - 4:24
- الدنيا صغيره  - 3:56
- الف سلامه عليك  - 4:30
- الله يحميك  - 3:54
- دلوله  - 3:32
- صدقت خلاص  - 4:24
- تعالا وخلاص  - 3:52
- ياللا  - 3:42